# Черен хляб
Словосъчетанието черен хляб се използва за обозначаване на хляб омесен от бяло пшеничено брашно, но с по-ниско качество и/или по-високи нива на прахови частици в брашното. Този хляб се нарича също типов или „Софийски“.
В разширен смисъл под черен хляб се разбира какъвто и да е вид хляб, който не е със светъл (бял) вид при разрязване, тоест – не е произведен от качествено бяло пшеничено брашно.
В българската практика освен бял и черен хляб съществува и междинен вариант, който е особено популярен и е познат под името „Добруджа“, наричан понякога добруджански, или погрешно добрички хляб. Това е хляб, който също е произвеждан от бяло пшеничено брашно, но чистотата не е толкова висока, колкото в традиционния бял, нито е толкова тъмен, колкото традиционния типов хляб.